# Oliver Rasmussen
Oliver Rasmussen (Mougins, 6 novembre 2000) è un pilota automobilistico danese, impegnato nella Super Formula.

## Carriera

### Gli inizi in Formula 4
Rasmussen esordisce in monoposto nel 2018 correndo nel Campionato italiano di Formula 4 con il team Jenzer Motorsport. La stagione è molto difficile, finisce in zona punti solo nella seconda gara di Misano grazie ad un ottavo posto. Chiude il suo primo anno in monoposto al 24º posto.
L'anno successivo cambia team, passa alla Prema per correre ancora nella Formula 4 italiana e nella Formula 4 ADAC. Nel campionato italiano riesce a conquistare due pole position e due podi, chiudendo settimo in classifica generale. Nella serie tedesca il pilota danese conquista altri due podi e chiude al dodicesimo posto.

### Toyota Racing Series e Formula Regional
Nell'inverno del 2020 Rasmussen partecipa al campionato Toyota Racing Series 2020 con il team MTEC Motorsport supportato da R-ace GP. Nella seconda gara stagionale conquista il suo primo podio con un secondo posto dietro a Yuki Tsunoda. Nel corso della stagione conquista un altro podio all'Hampton Downs park, arrivando terzo dietro a Franco Colapinto e Liam Lawson. Il pilota danese chiude la stagione all'undicesimo posto in classifica generale e terzo tra i rookie.
Nel 2020 continua la sua carriera con il team Prema passando nel Campionato FIA di Formula 3 europea regionale, insieme a Gianluca Petecof, Arthur Leclerc e Jamie Chadwick come compagni di team. Conquista sei vittorie e altri sette podi per concludere terzo in campionato dietro a Petecof e Leclerc.

### Formula 3

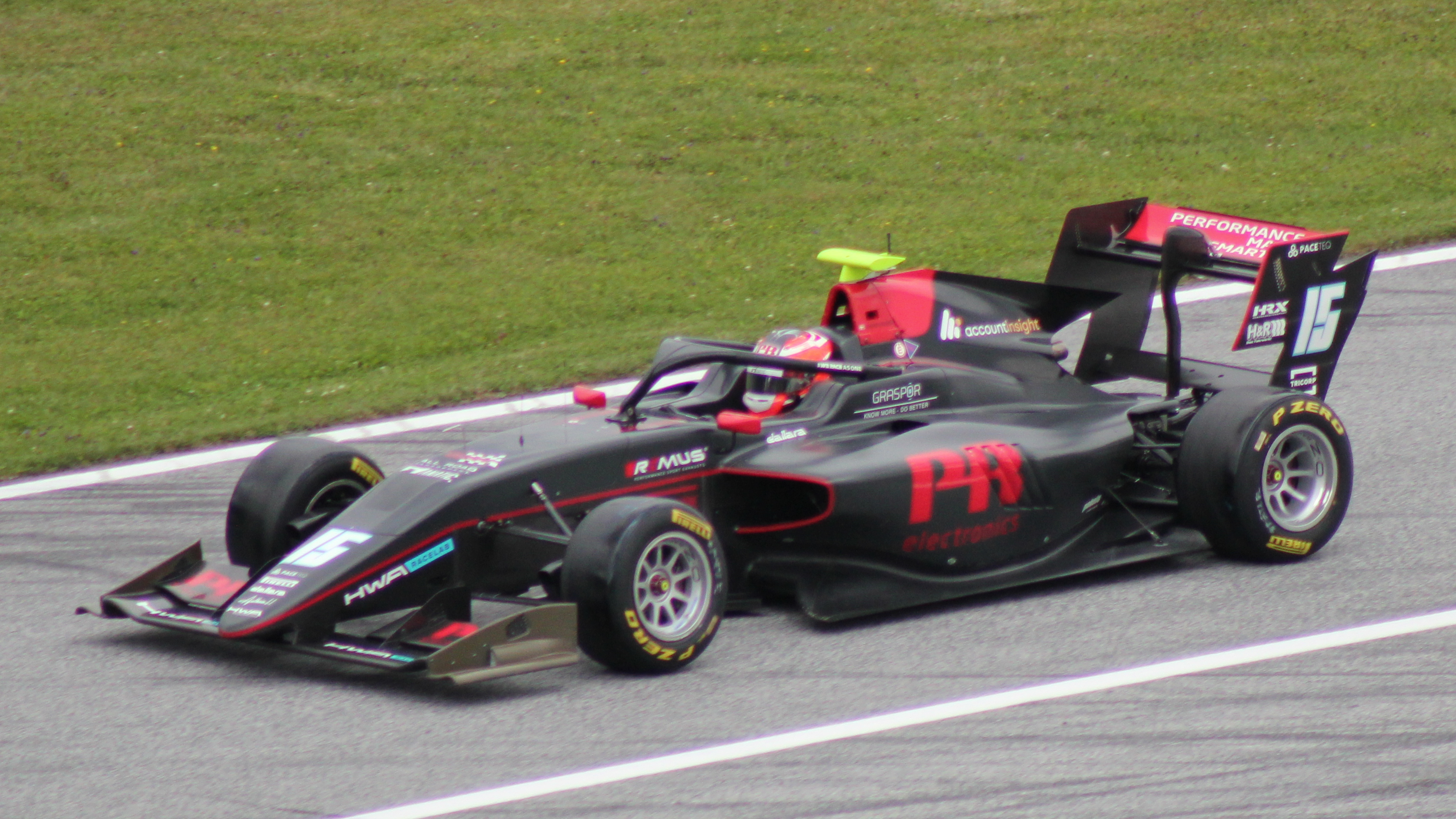
Rasmussen in Formula 3 nel 2021

Nel 2021 Rasmussen partecipa al Campionato FIA di Formula 3 con il team HWA Racelab insieme al pilota italiano Matteo Nannini e al messicano Rafael Villagómez. La stagione non è positiva, il pilota danese non conquista nessun punto e chiude la stagione al venticinquesimo posto.
Nel novembre del 2021 Rasmussen partecipa ai test collettivi post stagionali della Formula 3 sul Circuito di Valencia, il primo giorno guida una vettura del team ceco Charouz Racing System mentre il secondo giorno partecipa con il team francese ART Grand Prix. Dopo assenza nel primo round in Bahrain, Rasmussen viene ingaggiato dal team Trident per due round della stagione 2022 di F3, sostituendo Jonny Edgar.

### Endurance

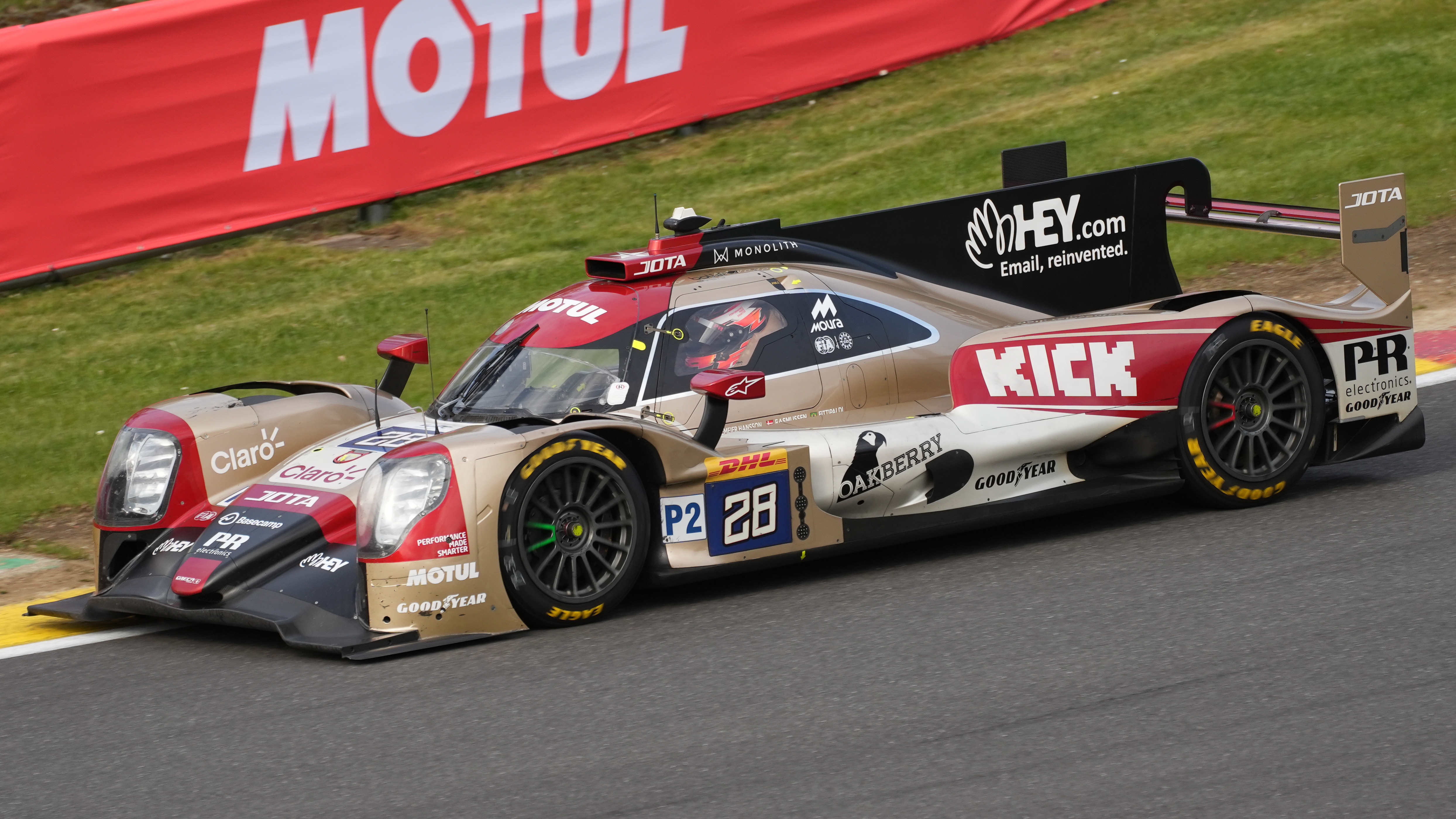
Rasmussen durante la 6 ore di Spa 2023 con il team Jota Sport

Rasmussen viene ingaggiato dal team G-Drive Racing gestito da Algarve Pro Racing per correre la 24 Ore di Daytona, prima tappa del Campionato IMSA insieme a François Heriau, René Rast e Ed Jones.
Sempre nel 2022 prenderà parte al intero Campionato del mondo endurance nella classe LMP2 con il team Jota insieme a Jonathan Aberdein e Ed Jones. Nel suo primo anno nel WEC ottiene due podi, tra questi c'è il terzo posto alla 24 Ore di Le Mans. Rasmussen chiude la stagione al ottavo posto in classifica LMP2. Per la stagione 2023 del WEC, Rasmussen viene confermato dal team Jota, venendo affiancato da Pietro Fittipaldi e David H.Hansson, l'equipaggio riesce ad ottenere la vittoria di classe nella 6 Ore di Monza. Ottengono anche il terzo posto nella 8 Ore del Bahrain e chiudono sesti in classifica.

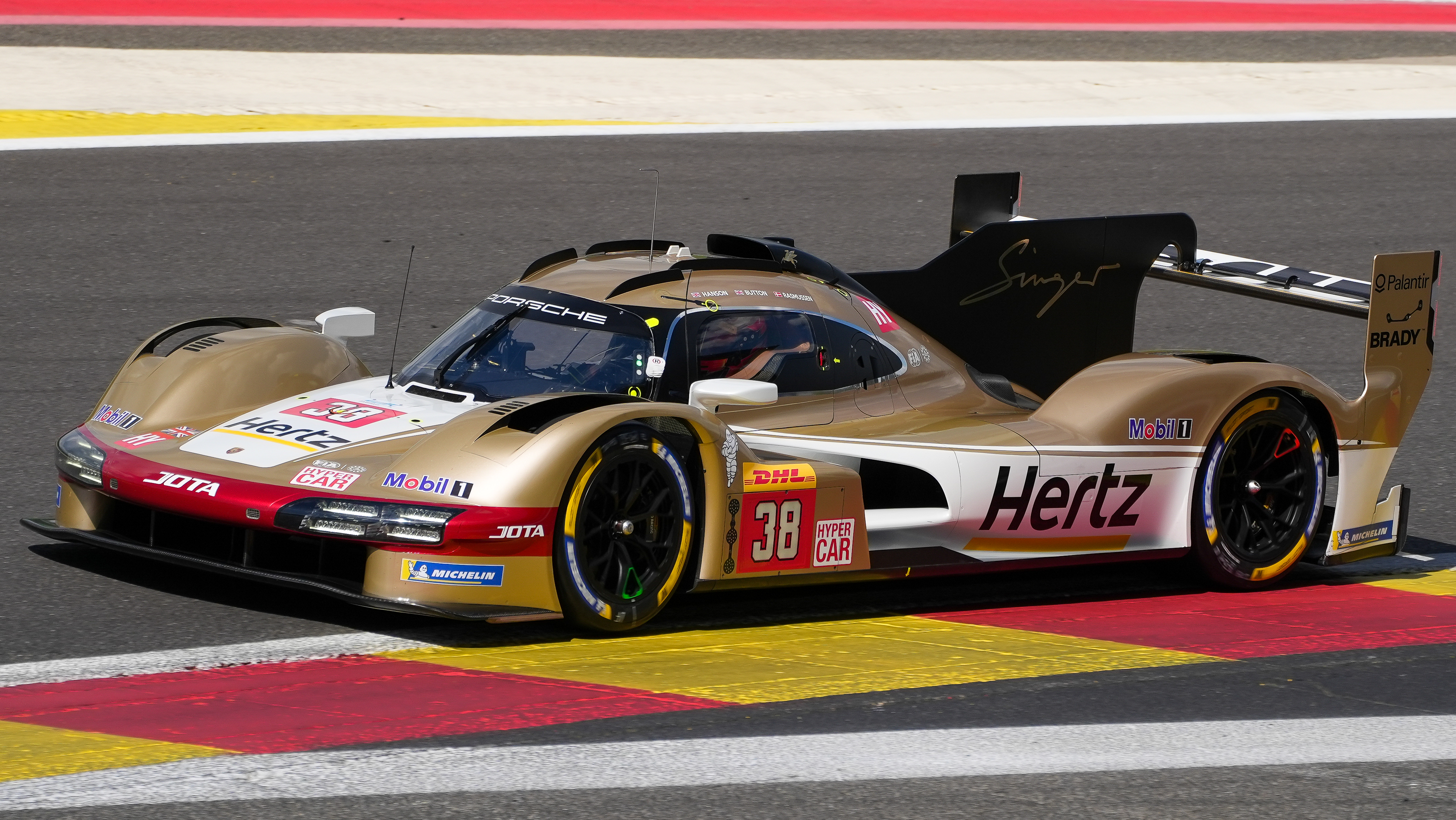
La Porsche 963 di Rasmussen durante la 6 ore di Spa 2024

Nel 2024, Rasmussen sale di categoria correndo nella Hypercar con la Porsche 963.

### Super Formula
Nel gennaio del 2024, Rasmussen partecipa ai test pre-stagionali della Super Formula, guidando per il Team Impul. Il suo passaggio nella serie giapponese arriva l'anno seguente, nel 2025 dove si unisce al Team Impul.

## Risultati

### Riassunto della carriera
| Stagione | Serie                      | Team                  | Gare | Vittorie | Pole | GPV | Podi | Punti | Pos. |
| -------- | -------------------------- | --------------------- | ---- | -------- | ---- | --- | ---- | ----- | ---- |
| 2018     | Formula 4 italiana         | Jenzer Motorsport     | 20   | 0        | 0    | 0   | 0    | 4     | 24º  |
| 2019     | Formula 4 italiana         | Prema Powerteam       | 21   | 0        | 2    | 1   | 2    | 126   | 7º   |
| 2019     | Formula 4 ADAC             | Prema Powerteam       | 20   | 0        | 0    | 0   | 2    | 76    | 12º  |
| 2020     | Formula 3 regional europea | Prema Powerteam       | 23   | 6        | 5    | 3   | 13   | 343   | 3º   |
| 2020     | Toyota Racing Series       | mtec con R-ace GP     | 15   | 0        | 0    | 1   | 2    | 158   | 11º  |
| 2021     | Formula 3                  | HWA Racelab           | 20   | 0        | 0    | 0   | 0    | 0     | 25º  |
| 2022     | Formula 3                  | Trident Motorsport    | 4    | 0        | 0    | 0   | 0    | 4     | 22º  |
| 2022     | 24 Ore di Daytona-LMP2     | G-Drive Racing by APR | 1    | 0        | 0    | 0   | 0    | -     | 5º   |
| 2022     | WEC-LMP2                   | Jota Sport            | 6    | 0        | 0    | 0   | 2    | 70    | 8º   |
| 2023     | WEC-LMP2                   | Jota Sport            | 7    | 1        | 1    | 0   | 2    | 84    | 6°   |
| 2023-24  | Asian Le Mans Series-LMP2  | Duqueine Team         |      |          |      |     |      | *     |      |
| 2024     | WEC-Hypercar               | Hertz Team Jota       |      |          |      |     |      | *     |      |

* Stagione in corso.

### Risultati in Formula Regional europea
(legenda) (Le gare in grassetto indicano la pole position) (Le gare in corsivo indicano Gpv)
| Stagione | Team  | 1   | 2   | 3   | 4   | 5   | 6   | 7   | 8   | 9   | 10  | 11  | 12  | 13  | 14  | 15  | 16  | 17  | 18  | 19  | 20  | 21  | 22  | 23  | 24  | Punti | Pos. |
| -------- | ----- | --- | --- | --- | --- | --- | --- | --- | --- | --- | --- | --- | --- | --- | --- | --- | --- | --- | --- | --- | --- | --- | --- | --- | --- | ----- | ---- |
| 2020     | Prema | MIS | MIS | MIS | LEC | LEC | LEC | RBR | RBR | RBR | MUG | MUG | MUG | MNZ | MNZ | MNZ | CAT | CAT | CAT | IMO | IMO | IMO | VLL | VLL | VLL | 343   | 3°   |
| 2020     | Prema | 1   | 3   | 3   | 6   | 5   | 4   | 3   | 1   | 3   | 3   | 6   | 3   | 4   | 1   | 4   | 1   | 1   | 5   | Rit | 6   | 6   | 3   | NC  | 1   | 343   | 3°   |

### Risultati in Formula 3
(legenda) (Le gare in grassetto indicano la pole position) (Le gare in corsivo indicano Gpv)
| Stagione | Team               | 1   | 2   | 3   | 4   | 5   | 6   | 7   | 8   | 9   | 10  | 11  | 12  | 13  | 14  | 15  | 16  | 17  | 18  | 19  | 20  | 21  | Punti | Pos. |
| -------- | ------------------ | --- | --- | --- | --- | --- | --- | --- | --- | --- | --- | --- | --- | --- | --- | --- | --- | --- | --- | --- | --- | --- | ----- | ---- |
| 2021     | HWA Racelab        | CAT | CAT | CAT | LEC | LEC | LEC | RBR | RBR | RBR | HUN | HUN | HUN | SPA | SPA | SPA | ZAN | ZAN | ZAN | SOC | SOC | SOC | 0     | 25º  |
| 2021     | HWA Racelab        | Rit | 19  | 17  | 17  | 21  | 22  | 26  | 16  | 22  | 18  | 28  | 21  | 20  | 21  | 17  | 18  | 12  | 26  | Rit | C   | 25  | 0     | 25º  |
| 2022     | Trident Motorsport | BHR | BHR | IMO | IMO | CAT | CAT | SIL | SIL | RBR | RBR | HUN | HUN | SPA | SPA | ZAN | ZAN | MNZ | MNZ |     |     |     | 4     | 22º  |
| 2022     | Trident Motorsport |     |     | 7   | Rit | 16  | 15  |     |     |     |     |     |     |     |     |     |     |     |     |     |     |     | 4     | 22º  |

### Risultati nel WEC
| Anno    | Squadra          | Classe   | Vettura     | SEB | SPA | LMS | MON | FUJ | BHR |     |     | Punti | Pos. |
| ------- | ---------------- | -------- | ----------- | --- | --- | --- | --- | --- | --- | --- | --- | ----- | ---- |
| 2022    | Jota Sport       | LMP2     | Oreca 07    | 5   | 13  | 3   | 10  | 3   | 7   |     |     | 70    | 8º   |
| Anno    | Squadra          | Classe   | Vettura     | SEB | ALG | SPA | LMS | MON | FUJ | BHR |     | Punti | Pos. |
| 2023    | Jota Sport       | LMP2     | Oreca 07    | 5   | 8   | 9   | 9   | 1   | 6   | 3   |     | 84    | 6°   |
| Anno    | Squadra          | Classe   | Vettura     | QAT | IMO | SPA | LMS | SÃO | COA | FUJ | BHR | Punti | Pos. |
| 2024    | Hertz Jota Sport | Hypercar | Porsche 963 | NC  | 16  | Rit | 9   | 7   | 10  | 6   | 7   | 28    | 19°  |
| Legenda |                  |          |             |     |     |     |     |     |     |     |     |       |      |

* Stagione in corso.

### Risultati 24 ore di Le Mans
| Anno | Team             | Co-Piloti                       | Auto            | Classe   | Giri | Pos. | Classe Pos. |
| ---- | ---------------- | ------------------------------- | --------------- | -------- | ---- | ---- | ----------- |
| 2022 | Jota Sport       | Ed Jones Jonathan Aberdein      | Oreca 07-Gibson | LMP2     | 368  | 7º   | 3º          |
| 2023 | Jota Sport       | David Hansson Pietro Fittipaldi | Oreca 07-Gibson | LMP2     | 316  | 24º  | 13º         |
| 2024 | Hertz Jota Sport | Philip Hanson Jenson Button     | Porsche 963     | Hypercar | 311  | 9º   | 9º          |

### Risultati completi 24 ore di Daytona
| Anno | Team                  | Co-piloti                          | Auto            | Classe | Giri | Pos. | Pos Cat. |
| ---- | --------------------- | ---------------------------------- | --------------- | ------ | ---- | ---- | -------- |
| 2022 | G-Drive Racing by APR | Ed Jones René Rast François Heriau | Oreca 07-Gibson | LMP2   | 744  | 9º   | 5º       |

### Risultati nella ALMS
| Anno    | Squadra       | Classe | Vettura  | SEP | SEP | DUB | ABU | ABU | Punti | Pos. |
| ------- | ------------- | ------ | -------- | --- | --- | --- | --- | --- | ----- | ---- |
| 2023-24 | Duqueine Team | LMP2   | Oreca 07 | 11  | 7   | Rit |     |     | 6     | 15°  |
| Legenda |               |        |          |     |     |     |     |     |       |      |

### Risultati in Super Formula
(legenda) (Le gare in grassetto indicano la pole position) (Le gare in corsivo indicano Gpv)
| Anno | Team       | Vettura             | 1   | 2   | 3   | 4   | 5   | 6   | 7   | 8   | 9   | 10  | 11  | 12  | Punti | Pos. |
| ---- | ---------- | ------------------- | --- | --- | --- | --- | --- | --- | --- | --- | --- | --- | --- | --- | ----- | ---- |
| 2025 | Team Impul | Dallara SF23-Toyota | SUZ | SUZ | MOT | MOT | AUT | FUJ | FUJ | SUG | FUJ | FUJ | SUZ | SUZ | 0*    |      |
| 2025 | Team Impul | Dallara SF23-Toyota | NP  | NP  |     |     |     |     |     |     |     |     |     |     | 0*    |      |

* Stagione in corso.